# Janet Royall
Janet "Jan" Anne Royall, baronowa Royall of Blaisdon (ur. 20 sierpnia 1955 w Gloucester) – brytyjska polityk, członkini Partii Pracy, minister w rządzie Gordona Browna.

## Życiorys
Jest córką Basila i Myry Royall. Wykształcenie odebrała w Royal Forest of Dean Grammar School oraz w Westerfield College na Uniwersytecie Londyńskim. W 1977 uzyskała tam tytuł bakałarza z języka hiszpańskiego i francuskiego.
W latach 80. była doradcą lidera laburzystów Neila Kinnocka, współpracowała z nim także gdy był on członkiem Komisji Europejskiej. W 2003 została szefową Urzędu Unii Europejskiej w Walii. Nominacja ta była krytykowana, a przeciwnicy pani Royall określali tę nominację mianem "politycznej".
25 czerwca 2004 otrzymała dożywotni tytuł baronowej Royall of Blaisdon i zasiadła w Izbie Lordów, gdzie została rządowym whipem. Zajmowała się również sprawami zdrowia, rozwoju międzynarodowego oraz spraw zagranicznych. W styczniu 2008 została głównym whipem w Izbie Lordów i objęła związane z tym urzędem stanowisko kapitana Gentlemen-at-Arms. Została również członkiem Tajnej Rady. Po przebudowie gabinetu w październiku 2008 lady Royall objęła stanowiska Lorda Przewodniczącego Rady i przewodniczącego Izby Lordów. 5 czerwca 2009 utraciła stanowisko Lorda Przewodniczącego, w zamian zostając Kanclerzem Księstwa Lancaster. Pozostała na tym stanowisku do przegranych wyborów w 2010.
Jej zainteresowania obejmują książki, podróże, ogrodnictwo i pływanie. Jest żoną Stuarta Hercocka i ma z nim troje dzieci - córkę Charlie i synów Edwina i Henry'ego.